# Annette Echikunwoke
Annette Nneka Echikunwoke (Pickerington, 29 luglio 1996) è una martellista statunitense, ha vinto la medaglia d'argento ai Giochi olimpici nel lancio del martello nel 2024.

## Biografia
Nata a Pickerington da genitori nati e cresciuti in Nigeria, nel 2021 decide di rappresentare la nazionale di origine dei genitori. A maggio stabilisce il record africano del lancio del martello.
Avrebbe dovuto rappresentare la Nigeria ai Giochi Olimpici di Tokyo 2020, ma il 29 luglio 2021 le autorità nigeriane le hanno vietato di partire poco prima dell'inizio dei giochi a causa della negligenza della federazione.
L'anno successivo è tornata a rappresentare gli Stati Uniti vincendo la medaglia d'argento nel lancio del martello ai Giochi olimpici di Parigi 2024 lanciando 75,48 metri.

## Record nazionali
Senior nigeriani
- Lancio del martello: 75,49 m ( Tucson, 22 maggio 2021)

## Progressione

### Lancio del martello
| Stagione | Misura  | Luogo      | Data      | Rank. Mond. |
| -------- | ------- | ---------- | --------- | ----------- |
| 2024     | 75,48 m | Parigi     | 6-8-2024  |             |
| 2023     | 75,00 m | Tucson     | 20-5-2023 |             |
| 2022     | 73,76 m | Eugene     | 23-6-2022 |             |
| 2021     | 75,49 m | Tucson     | 22-5-2021 |             |
| 2020     |         | Wichita    | 10-5-2020 |             |
| 2019     | 65,41 m | Wichita    | 10-5-2019 |             |
| 2018     | 63,47 m | Ashland    | 5-6-2018  |             |
| 2017     | 63,91 m | Cincinnati | 14-4-2017 |             |
| 2016     | 62,01 m | Eugene     | 9-6-2016  |             |
| 2015     | 49,79 m | Oxford     | 4-4-2015  |             |

## Palmarès
| Anno | Manifestazione  | Sede   | Evento              | Risultato | Prestazione | Note  |
| ---- | --------------- | ------ | ------------------- | --------- | ----------- | ----- |
| 2022 | Mondiali        | Eugene | Lancio del martello | 12ª       | 68,12 m     | [ 3 ] |
| 2024 | Giochi olimpici | Parigi | Lancio del martello | Argento   | 75,48 m     | [ 4 ] |

## Campionati nazionali
- 1 volta campionessa nazionale nigeriana del lancio del martello (2021)
- 1 volta campionessa nazionale statunitense del lancio del martello (2021)